# Pierre-Joseph Boch

Pierre-Joseph Boch (1737–1818)

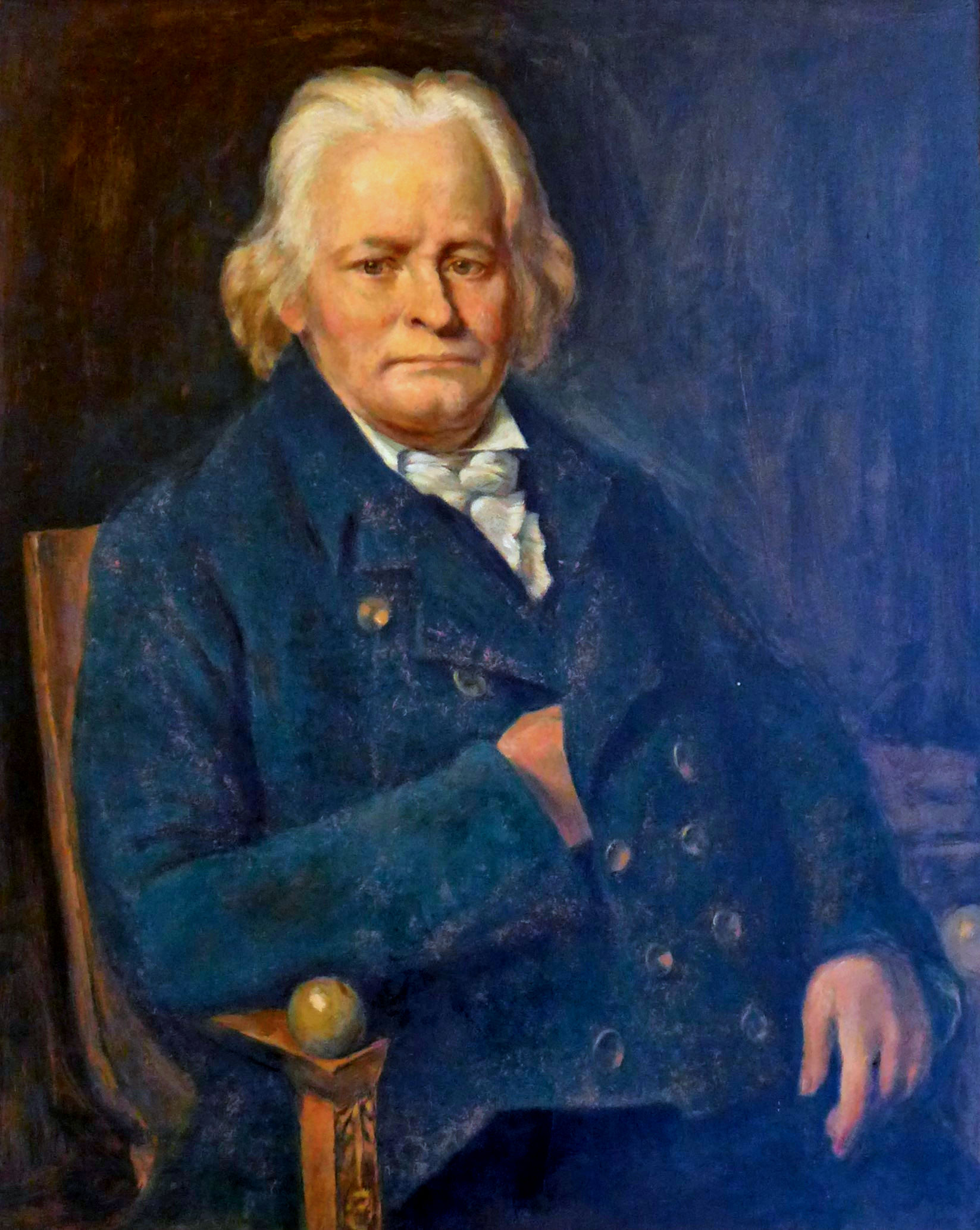
Pierre-Joseph Boch, Unternehmer

Pierre-Joseph Boch (* 26. Oktober 1737; † 12. November 1818) war Gesellschafter und Leiter des Familienunternehmens Jean-François Boch et Frères in Audun-le-Tiche (dt. Deutsch-Oth, Lothringen, Frankreich).

## Familie

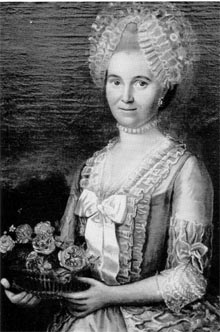
Antoinette Nothomb (1752–1805)

Boch war der Sohn des Eisengießers und Firmengründers François Boch (1700–1754). Er heiratete die Luxemburgerin Antoinette Nothomb (* 20. Februar 1752; † 9. Oktober 1805), die Tochter des Jean Antoine Nothomb (1706–1760) und der Marie Antoinette Baclesse (1723–1768).

## Leben
Pierre-Joseph Boch und seine beiden Brüder kauften im Jahr 1757 in dem noch unbebauten Tal von Siebenbrunnen in Luxemburg ein Stück Land für den Bau einer neuen Steingutfabrik und verlegte 1766 den Firmensitz von Audun-le-Tiche dorthin, nachdem endlich 1765 die österreichische Kaiserin Maria Theresia die Gründung einer Manufaktur in der habsburgischen Provinz Luxemburg zur frühindustriellen Serienproduktion genehmigt hatte.
Das Unternehmen florierte und konnte selbst durch große Zerstörungen im Laufe der Französischen Revolution im Jahr 1794 nicht zu Fall gebracht werden. Inzwischen hatte Boch die Unternehmensleitung allein übernommen und baute nun das Unternehmen mit Hilfe seines Sohnes Jean-Francois wieder auf.
Boch gründete 1812 in Siebenbrunnen die Antonius-Brüderschaft, die den Arbeitern fortschrittliche Sozialleistungen bot, die noch über die Sozialgesetze Bismarcks (70 Jahre später) hinausgingen. Durch diese Maßnahme wuchs auch in den Augen der Arbeiter das Ansehen des Familienunternehmens.

## Wikilinks
- Boch Pierre-Joseph in der Datenbank Saarland Biografien